# Grohe
Grohe è un'azienda tedesca produttrice di sanitari con sede legale a Hemer e quartier generale a Düsseldorf. Nel 2014 Grohe è entrata a far parte del gruppo giapponese Lixil.
Grohe è distinta da Hansgrohe, un altro produttore tedesco di sanitari.

## Storia

### Dal 1911 al 1990: proprietà familiare

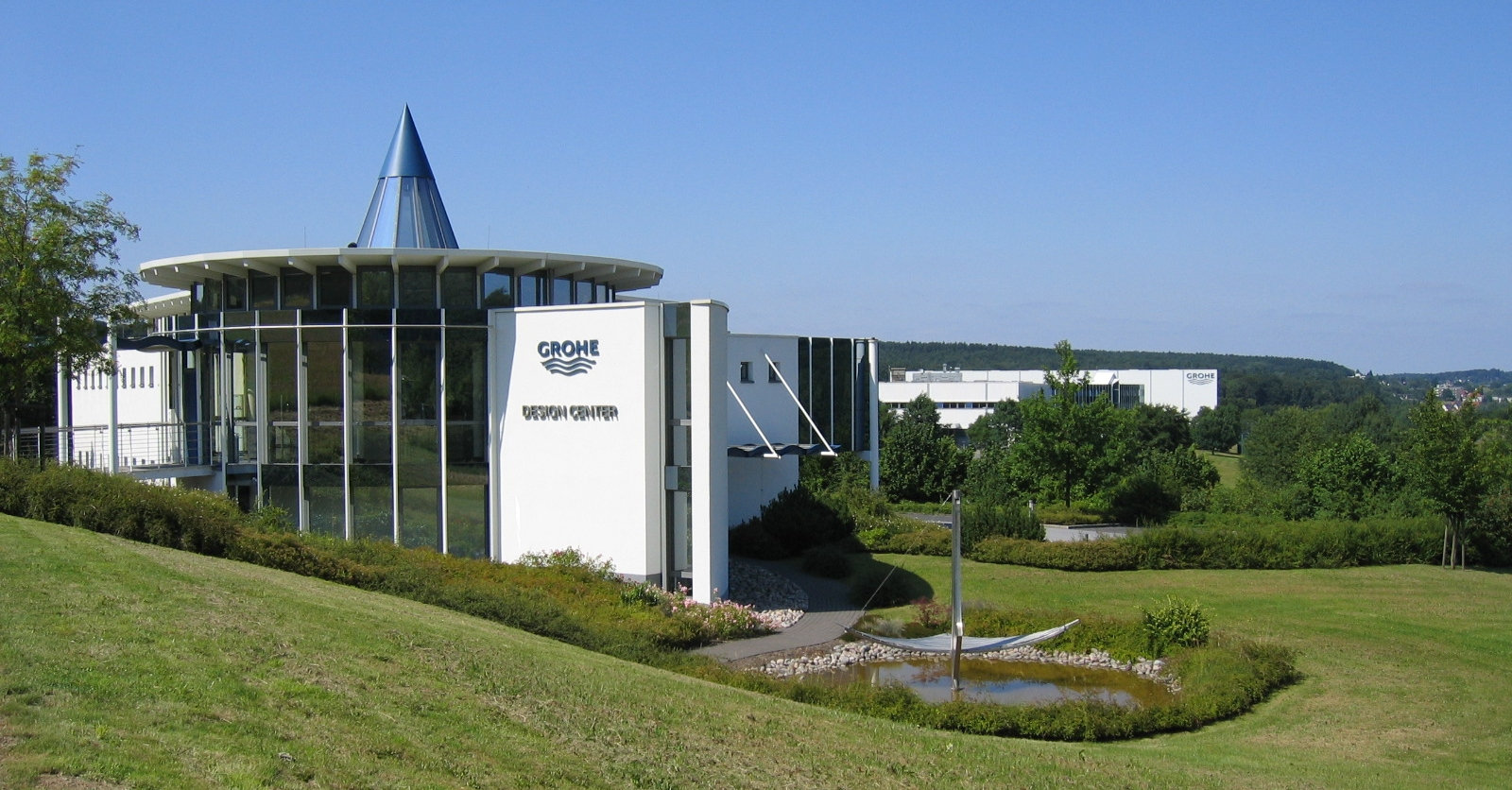
Il Grohe Technology Center a Hemer-Edelburg

L'azienda nasce come ferramenta nel 1911 con il nome di Berkenhoff & Paschedag, con sede a Hemer, in Germania; nel 1936 viene rilevata da Friedrich Grohe, che si concentra esclusivamente sulla rubinetteria sanitaria. In precedenza, egli lavorava per l'azienda paterna Hansgrohe, fondata nel 1901. Il primo ordine proveniente dall'estero arrivò nel 1938.
Nel 1948, l'azienda fu rinominata Friedrich Grohe Armaturenfabrik. Nel 1956, Grohe acquistò la Carl Nestler Armaturenfabrik, con uno stabilimento a Lahr/Schwarzwald. Nello stesso anno, l'azienda lanciò lo Skalatherm, una valvola miscelatrice automatica con termostato integrato.
Nel 1961, l'azienda creò la sua prima filiale all'estero, in Francia. L'anno successivo Grohe acquisisce i diritti esclusivi per la produzione del rubinetto miscelatore Moen, che miscela acqua calda e fredda con un'unica leva. Nel 1965 l'azienda si espande in Austria e nel 1967 fonda la sua terza filiale all'estero, in Italia.
Nel 1968, Friedrich Grohe vendette una quota del 51%, furono apportate alcune aggiunte al sito produttivo di Lahr e fu aperto un nuovo reparto logistico a Hemer-Edelburg.
Nel 1983, i prodotti dell'azienda furono distribuiti in esclusiva in Medio Oriente, nel Mediterraneo orientale e nell'Africa settentrionale e occidentale da Grome Marketing. Successivamente, nel 1993, Grohe acquisì il 50% di Grome, dando vita a una joint venture tra Mesma Holdings Ltd. e Grohe AG.

### Anni '90 e 2000: coinvolgimento di investitori
Nel 1991, l'azienda rilevò altri due produttori di rubinetteria: Herzberger Armaturen GmbH della regione di Brandeburgo e Armaturenfabrik H. D. Eichelberg & Co. GmbH di Iserlohn, in Vestfalia. Anche Grohe fu riorganizzata diventando una società per azioni. Successivamente, con l'acquisizione del Gruppo DAL nel 1994, l'azienda acquisì un ulteriore sito produttivo a Porta Westfalica; allo stesso tempo, l'azienda incorporò anche la Tempress Ltd. di Mississauga, in Ontario, Canada.
Nel 1996 l'azienda si espande in Portogallo e in Thailandia. L'anno successivo viene inaugurato un nuovo centro di progettazione presso la sede di Hemer.
Nel 1998, un gruppo di investitori che collaborava con BC Partners acquistò tutte le azioni di Grohe disponibili e, l'anno successivo, delistò l'azienda, rendendo la Grohe Holding GmbH, di proprietà di BC Partners, il proprietario di maggioranza di Grohe AG nel 1999. Cinque anni dopo, nel 2004, BC Partners ha venduto l'azienda a un consorzio di investitori del Texas Pacific Group (TPG) e di CSFB Private Equity (una filiale del gruppo bancario svizzero Credit Suisse).
Nel 2005, Franz Müntefering, presidente del partito socialdemocratico tedesco (SPD) allora al governo, ha scatenato un dibattito sul capitalismo definendo le società di private equity straniere come “locuste”, e portando come esempio principale Grohe, di proprietà di TPG. La metafora della “locusta” è rimasta popolare nella politica e nei media tedeschi per anni. Al contrario, una relazione commissionata dal Ministero delle Finanze del governo tedesco nel 2008 ha citato Grohe come esempio di una svolta di successo.
Le vendite e i profitti dell'azienda ristagnavano da anni e nel 2007 è stato avviato un programma di risparmio. È stata annunciata la perdita di circa 950 posti di lavoro nei siti produttivi in Germania e la chiusura dello stabilimento di Herzberg; i siti in Thailandia e Portogallo sono stati notevolmente ampliati e sono stati creati circa 500 nuovi posti di lavoro. Nel 2008 sono stati effettuati investimenti per un totale di 200 milioni di euro, di cui circa due terzi in Germania, nei settori della tecnologia di produzione e della logistica.

### Dal 2010
Nel 2010, Grohe ha dichiarato di essere il più grande produttore europeo di sanitari e di detenere l'8% del mercato mondiale; il mercato tedesco rappresenta circa il 15% delle vendite complessive. Grohe AG era posseduta quasi al 100% da Grohe Holding GmbH (c'erano ancora alcuni azionisti di minoranza del periodo in cui Grohe AG era quotata in borsa).
Nel giugno 2010, la Commissione europea ha constatato che i produttori europei di sanitari abbiano gestito un cartello tra il 1992 e il 2002 e ha imposto loro una multa collettiva di 622 milioni di euro, di cui la quota di Grohe è stata di 54,8 milioni di euro. Il consiglio di amministrazione di Grohe, che ha assunto l'incarico dopo il periodo oggetto dell'indagine, ha introdotto programmi di sensibilizzazione sul diritto alla concorrenza e una politica di tolleranza zero nei confronti della fissazione dei prezzi.
All'inizio del 2011, Grohe ha acquisito una quota di maggioranza del 72% del principale produttore cinese di sanitari Joyou, effettuando con successo un'offerta pubblica di acquisto.
Nel 2012, i ricavi di Grohe AG sono aumentati del 21%, raggiungendo i 1,4 miliardi di euro; i profitti operativi sono migliorati del 18%, raggiungendo i 273 milioni di euro, con un ritorno sui ricavi del 19,4%.
Nel maggio 2013, David Haines, presidente di Grohe, ha confermato che, sebbene l'azienda stesse esaminando tutte le opzioni per porre fine al coinvolgimento degli investitori, non era stato elaborato alcun piano concreto. Gli esperti del mercato dei capitali hanno stimato che Grohe sarebbe stata valutata fino a quattro miliardi di euro se fosse tornata in borsa.
Nel settembre 2013 è stato annunciato che Grohe avesse ricevuto il più grande investimento di sempre da parte di una società giapponese in Germania, diventando quasi interamente di proprietà della società giapponese di materiali da costruzione Lixil Group e della Banca di Sviluppo del Giappone (DBJ), dopo un accordo da 3 miliardi di euro per l'87,5% dell'azienda. Grohe è stata rilevata da Lixil e dalla DBJ nel gennaio 2014.
Nel febbraio 2017, il fatturato dell'azienda ha raggiunto i 965 milioni di euro nei primi nove mesi dell'anno fiscale. Grohe ha dichiarato che la sua solida crescita si basa sulla quota di mercato internazionale e sull'aumento delle vendite in Germania, con i prodotti Grohe disponibili in 150 Paesi.
Nel maggio 2017, Grohe ha annunciato l'acquisizione dell'ex joint venture Grome.
Nel settembre 2017, l'azienda è stata inserita nella classifica Change the World della rivista economica Fortune come una delle 50 aziende internazionali la cui strategia ha avuto un impatto positivo sulla società.

## Controversie
Grohe è stata criticata per aver continuato le sue operazioni in Russia nonostante le tensioni geopolitiche e le sanzioni imposte in seguito all'invasione russa dell'Ucraina. Secondo il progetto Leave Russia, Grohe mantiene una presenza in Russia, sollevando preoccupazioni riguardo alle pratiche etiche dell'azienda e alla conformità con gli standard internazionali.

## Struttura aziendale

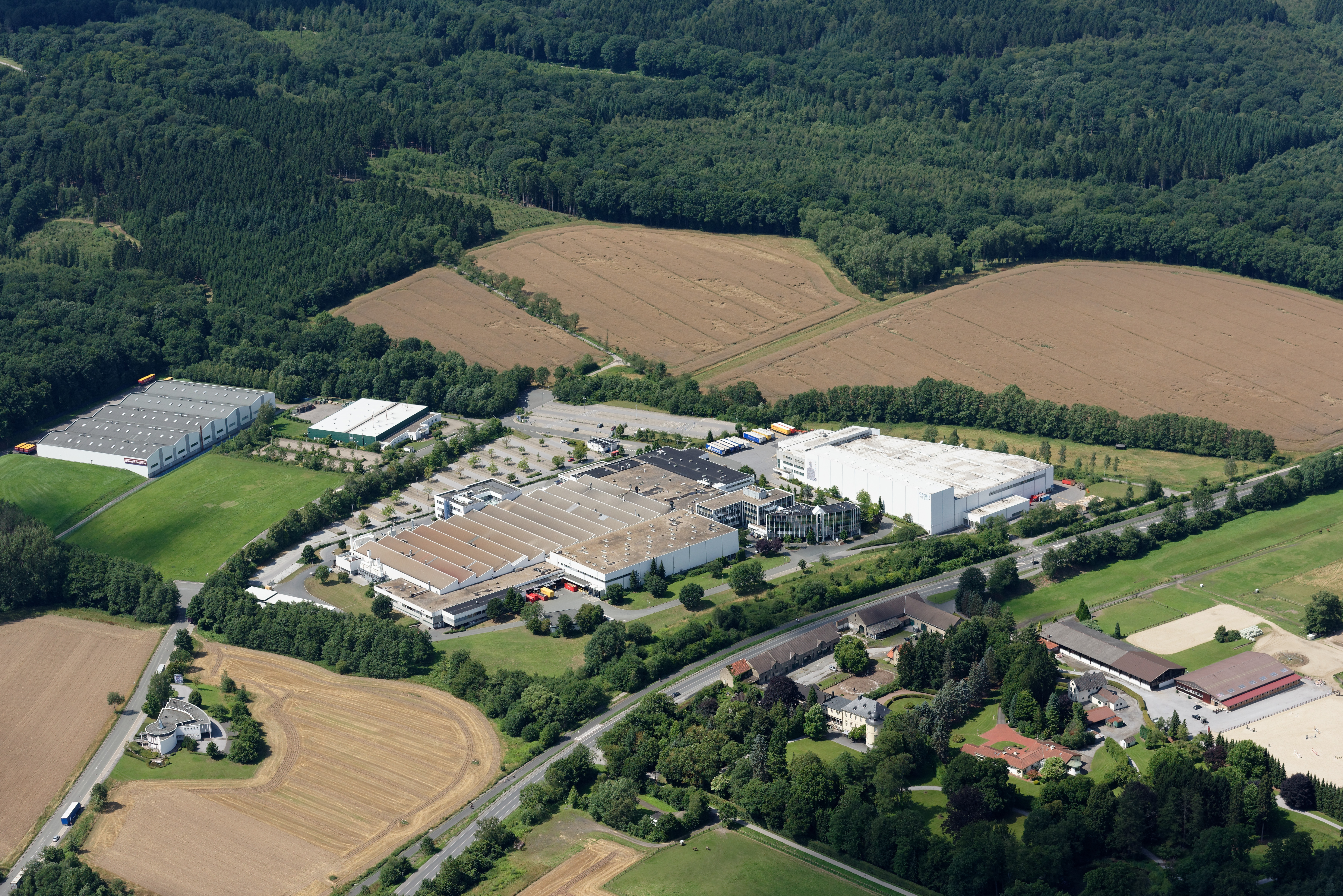
Lo stabilimento Grohe a Hemer, sede legale dell'azienda

La sede legale di Grohe AG è a Hemer e la sede principale a Düsseldorf, in Germania. Grohe AG è una filiale di Grohe Holding GmbH. Grohe Holding GmbH è interamente controllata da Grohe Group S.à.r.l., che viene a sua volta inclusa nella società madre Lixil Group.
Nel 2019, il consiglio di amministrazione della società era composto da quattro membri, guidati da Thomas Fuhr, il presidente del consiglio. Gli altri membri erano Jonas Brennwald in qualità di vice-amministratore delegato, Stefan Gesing nel ruolo di direttore finanziario e Michael Mager nell'incarico di direttore esecutivo delle risorse umane e dell'organizzazione.
Il Consiglio di sorveglianza di Grohe AG è composto in egual numero da sei rappresentanti dei dipendenti e da sei rappresentanti degli azionisti. Nel 2018, il presidente del consiglio di sorveglianza è stato Kinya Seto, amministratore delegato del Lixil Group.

### Stabilimenti di produzione e uffici

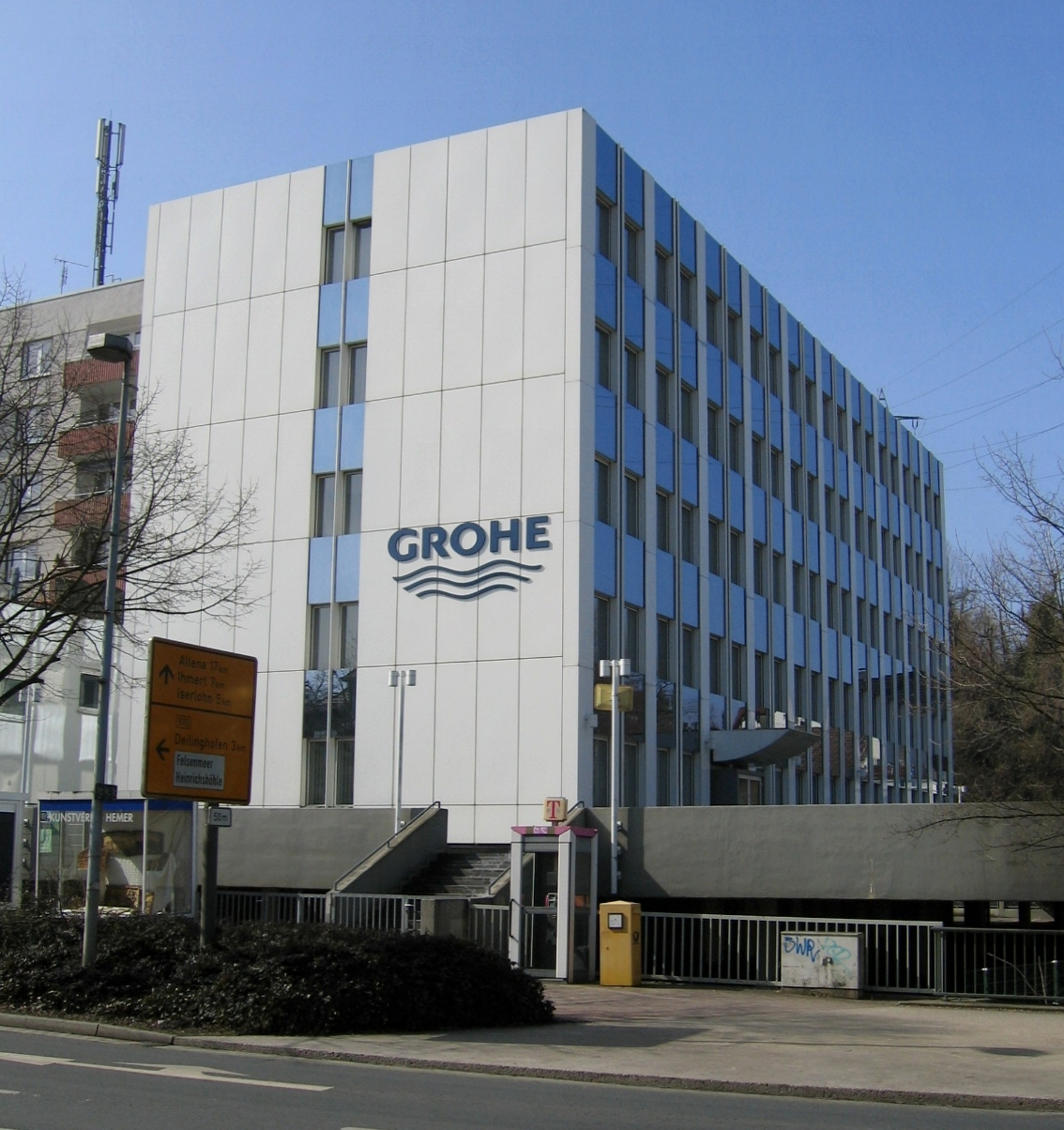
Ex edificio amministrativo di Grohe a Hemer

Grohe è presente in più di 130 paesi in tutto il mondo e possiede cinque staabilimenti di produzione: tre in Germania a Hemer, Porta Westfalica e Lahr/Schwarzwald, uno ad Albergaria in Portogallo e uno a Klaeng in Thailandia.

#### Principali uffici al di fuori della Germania
- Courbevoie, Francia (dal 1961)
- Vienna, Austria (dal 1965)
- Cambiago, Italia (dal 1967)
- Zoetermeer, Paesi Bassi (dal 1973)
- Zaventem, Belgio (dal 1979)
- Barcellona, Spagna (dal 1984)
- Tokyo, Giappone (dal 1991)
- Værløse, Danimarca (dal 1993)
- Nicosia, Cipro (dal 2017, gestione di Grome Marketing (Cyprus) Ltd., Grohe detiene il 100% delle azioni)
- Singapore (dal 1994, gestione di Grohe Pacific Pte. Ltd.)
- Mosca, Russia (dal 2003)
- Shanghai, Cina (dal 2001)
- Volketswil, Svizzera (dal 2001)